# Catedral de Nuestra Señora del Destierro

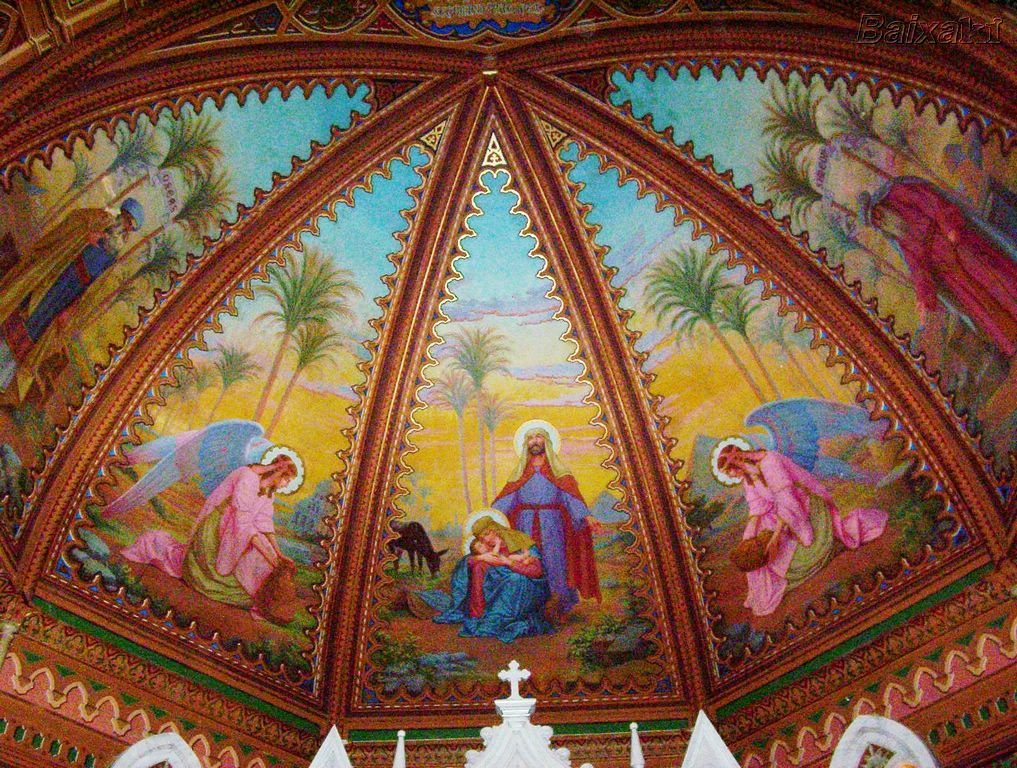
Cúpula del (ábside) de la catedral.

La Catedral de Nuestra Señora del Destierro se encuentra en Jundiaí, en São Paulo (Brasil).

## Historia
La primera capilla dedicada a Nuestra Señora del Destierro, construida en 1651, marcó el principio del reconocimiento de la población de Jundiaí. Cuatro años más tarde, Jundiaí fue elevada a la categoría de villa. El 28 de marzo de 1865, la villa se le dio el rango de ciudad.
No hay imágenes fiables de la capilla original, pero en 1685, cuando el pueblo fue elevado al estatus de villa, ya existía una iglesia de estilo barroco, con dos torres. Hito en la historia de Jundiaí, esta iglesia fue remodelada en 1886, según el proyecto del ingeniero Ramos de Azevedo, cuando el edificio consiguió las características presentes en el estilo neogótico, que denota la grandeza y la religiosidad, con sus altas torres.
Fue en 1921 cuando el vicario decidió explorar las características de la iglesia neogótica, en sustitución del antiguo revestimiento de madera de las bóvedas ojivales, realizó la creación del crucero -con la expansión de dos de las capillas laterales- y encargó la decoración interior al pintor Arnaldo Mecozzi ( Frascati, Italia, 1876 - Santos, São Paulo, 1932).
La diócesis fue creada en Jundiaí  el 7 de noviembre de 1966, por el papa Pablo VI. A través de este acto, la antigua iglesia fue elevada a la categoría de la Catedral de la Diócesis.